# 鋼鉄神ジーグ
『鋼鉄神ジーグ』（こうてつしんジーグ）は、『鋼鉄ジーグ』の続編にあたるアニメ作品。2007年4月5日から7月12日まで、毎週木曜 23:30 - 金曜 0:00にWOWOWスクランブル枠で放送された。

## 概要
時代は『鋼鉄ジーグ』から50年後と設定されている（TVアニメ版『鋼鉄ジーグ』の続編ではなく、安田達矢作画で『テレビマガジン』誌上で連載された原作漫画版の続編として企画された）が、旧作とはストーリーや設定に大きな違いがあり、完成作品は漫画版・TVアニメ版のどちらとも繋がっていない。熱血主人公やヒロインなどのお色気シーンなどがあり、1970年から1980年頃にかけての永井豪作品を彷彿させる作風になっている。これについて、漫画家の武村勇治は「全編通して散りばめられている豪イズムに痺れまくった」との旨で絶賛している。
メカデザインも前作のものをリニューアルしたものとなっており、新しい鋼鉄ジーグも初代ジーグの旧パーツやオプションを装着できる。
2024年4月から6月までテレビ東京でも放送された(地上波初放送)。

## ストーリー
初代鋼鉄ジーグこと司馬宙と「邪魔大王国（じゃまだいおうこく）」の死闘から50年後の2025年。九州全域は50年前に発生した謎のゾーンに覆われたままになっていた。
その九州に近い下関にハニワ幻神（げんじん）が再び出現。草薙剣児は新たな鋼鉄ジーグのパイロットとなり、幼馴染の珠城つばきや親友の美角鏡らと共に新ビルドベースの下、妃魅禍率いる邪魔大王国に立ち向かう。

## 登場人物

### ビルドベース
草薙剣児（くさなぎ けんじ）
声 - 小野大輔
主人公。学生ながらハイパーモーターバイク (HMB) に所属し、チャンピオンライダーとして活躍する17歳。新しい鋼鉄ジーグ（鋼鉄神ジーグ）のパイロットである。実家のバイク屋「草薙モーターズ」（閉店中）で一人暮らし。
バイクを乗りこなすだけでなく柔道・剣道・空手・合気道など武道百般に長ける。その反面、バカでスケベで食いしん坊と欲望を行動原理としており、物事を深く考えない。
つばきとは幼馴染み。雷鋼馬開発のために犠牲となった両親と幼くして生き別れ、暫くは麻布都珠勾神社に預けられ美和に育てられる。幼少期の性格は軟弱で、なにかにつけ泣いてばかりいた。しかし、つばきの前から離れていた間に自立心を身につけ、良くも悪くも男らしく生まれ変わる。
後述の理由からジーグの操縦者に最も相応しい者として選ばれて雷鋼馬を駆りジーグヘッドに変形、更に鋼鉄ジーグへとビルドアップを果たし、邪魔大王国との戦いの先頭に立つ。大の訓練嫌いで戦闘レクチャーもロクに受けないが、実戦で学ぶ性質でありジーグのシステムを直感的に理解し、武器の運用も想定とは異なる扱い方をするなど型破りだが理に適った戦いを展開する。
かつて宇宙人として地球に漂着し、人類の守護者として邪魔大王国を封印した母・美夜の血を受け継ぎ、など銅鐸の巫女であるつばきを守る宿命を持つ。そのため、幼い頃からつばきを守るよう躾られていた。
最終決戦では、つばきが死んだと勘違いして悪鬼と化して暴走したが、宙の銅鐸を託されて正気を取り戻し、鋼鉄神ジーグとなる。
戦いが終わって数箇月後にはチーム司馬でレースに復帰し、鏡の遺品となったバイクで出場する姿が描かれた。
名前の由来は日本書紀に登場する三種の神器のひとつである「草薙剣」（くさなぎのつるぎ）から。
珠城つばき（たましろ つばき）
声 - 植田佳奈
ヒロイン。剣児の幼馴染みで17歳。麻布都珠勾（まふつすく）神社の巫女で美和の孫娘である。性格は明るくお転婆。剣児のバカとスケベには振り回されるが、怒ると過激な制裁を加える。幼い頃は軟弱な剣児を泣かせてばかりいた。
ビッグシューターのサブパイロットで、ジーグパーツ射出は彼女が担当。第8話においてレーダーが攪乱された状態でジーグの位置を正確に割り出し、非武装のビッグシューターでハニワ幻神を退けるなど銅鐸の巫女として覚醒する。だが、その力を妃魅禍に狙われ、捕らわれの身となる。儀式により妃魅禍の傀儡と化し、助けに来た剣児の雷鋼馬とジーグヘッドのまま眠りについていた宙からそれぞれ銅鐸を取り出して妃魅禍に与えてしまう。
月面での決戦時にはビッグシューターで大銅鐸に突入して妃魅禍の懐深くに入り込み、精神世界で果敢に戦いを挑んだ末、駆け付けた剣児と共に、想いの力で具現化させた逆鉾で妃魅禍を打倒した。
最終回のエピローグは彼女のモノローグで締めくくられる。
美角鏡（みすみ きょう）
声 - 千葉進歩
剣児やつばきの通う高校の同級生で、同じ司馬レーシングのチームメイト。アルバイトでビルドベースの研修生をしており、つばきとは公私ともに親しいことから、剣児とは様々な面でライバルであり親友。剣児とは異なってクールで落ち着いた性格から、女子の人気は高く剣児とつるんでいることを不思議がられる。バイクの技量は剣児と互角。
邪魔大王国の復活後はビッグシューターのパイロットを務め、司馬遷次郎の片腕としてジーグによる戦闘の陣頭指揮をとる。
実は太古の昔に地球に漂着した宇宙人であり、本名は多卦流（タケル）。剣児の母・美夜（美夜受）の弟であり、実は剣児の叔父にあたる。すでに寿命が尽きかけており、銅鐸を奪われ無力化した剣児と宙、つばきを逃がすために犠牲となる。
最終決戦後、彼の死は秘密にされ、クラスメイトやファンの女子達には突然転校したと説明がなされている。
タケルのモデルは『電送人バルバー』の主人公。
珠城美和（たましろ みわ）
声 - 兵藤まこ
50年前に初代鋼鉄ジーグこと司馬宙と共に戦ったビッグシューターの初代パイロット。旧姓は「卯月」。愛称はミッチー。つばきの祖母で、剣児の養母でもある。新ビルドベースの司令。
阿蘇付近で妃魅禍と交戦中にビッグシューターが墜落し、その際に宙を見失う。
第12話で初代ビッグシューターで出撃し、宙と往年のコンビネーションを見せる。
司馬遷次郎（しば せんじろう）
声 - 上田陽司
司馬宙の父。旧作『鋼鉄ジーグ』ではTVアニメ版・漫画版ともに邪魔大王国に殺害され、その意識をコンピュータに移した「マシンファーザー」として登場していたが、本作では生身である。第7話でゾーン内部に取り残されていた妻・菊枝（声 - 村井かずさ）と娘・まゆみ（声 - 木村亜希子）と再会する。最終決戦後は本業の考古学者に戻った。なお前作から50年が経過しているだけに既に老人であるが、性格は変わっていない。
柳生充子（やぎゅう みつこ）
声 - 野田順子
鋼鉄ジーグの支援を目的とした戦闘機部隊「ビルドエンジェル隊」の隊長を勤める女性パイロット。左目に眼帯をしており柳生十兵衛の血脈を受け継いでいると言われている。
ゾーンから弾き出され、50年の時を経てきた「はぐれ者」である門子と竜子を拾ってチームを結成した恩義により二人からは敬愛されている。また、ビルドエンジェル隊では最も女性的な性格かつ容姿端麗で言葉遣いも丁寧。剣児もメロメロで、第6話では彼女の「おっぱい」を賭け、換装訓練が行われた。尤もらしいことを言うものの性格は他の二人と同様に過激なサディスト。
最終決戦後は剣児の所属するバイクチームのレースクイーンになる。
モデルは『ハレンチ学園』の十兵衛（柳生みつ子）。
早乙女 門子（さおとめ もんこ）
声 - 森夏姫
ビルドエンジェル隊一の大柄な女性。眉間から鼻筋にかけて大きな傷痕があり、早乙女主水之介の血脈を受け継いでいると言われている。力だけなら剣児でも敵わないパワフルな性格の持ち主で、その大柄な容姿故に剣児からは常にゴリラと称されていた。なお、面と向かってこう呼ばれると激怒する。初回から「誘導」と称して雷鋼馬に乗る剣児に上空から機銃掃射を浴びせるなど容赦がない。
最終決戦後は柳生隊長と同様に剣児のバイクチームのレースクイーンとなる。
モデルは『ガクエン退屈男』の早乙女門土。
身堂竜子（みどう たつこ）
声 - 岡村明美
ビルドエンジェル隊の一員。第5話で渦潮の講釈をするなど博識な描写がされているが、同時に物騒な発言をすることも。早乙女隊員ともども50年前に時間軸が停止したゾーンからの帰還者である。
最終決戦後は柳生隊長と同様に剣児のバイクチームのレースクイーンとなる。
モデルは『ガクエン退屈男』の身堂竜馬。
司馬宙（しば ひろし）
声 - 諏訪部順一
初代鋼鉄ジーグ。50年前に父・遷次郎にサイボーグに改造されて戦いに送り出され、美和とコンビを組んで邪魔大王国と戦っていた。九州・阿蘇での最終決戦において自らの体内に隠されていた銅鐸の力を発動させ、発生したゾーンの中に邪魔大王国と共に消え消息不明となる。その身は無意識の内に高千穂へと運ばれ、そこで擱座していた。しかし、剣児たちより一足早く訪れた壱鬼馬にジーグヘッドと化したまま拉致される。銅鐸を欲する妃魅禍に拷問されるも堪えていたが、妃魅禍に操られたつばきにより銅鐸を抜き出される。剣児たちに救出された後、ビルドベースで修復作業を経て復活を果たし家族や美和との再会を果たす。
第11話で復活した後は戦線に参加。第12話ではサイボーグ形態への変身や鋼鉄ジーグへのビルドアップを果たすが、前作後半の新サイボーグ形態ではなく旧作序盤のサイボーグ形態だった（現代風への改良はされていた）。
月面決戦では新旧ジーグによる共闘で邪魔大王国を圧倒。決戦終盤において剣児が悪鬼と化し暴走したのを止めるため、自らの銅鐸を与えた。
最終決戦後は、50年ぶりに司馬レーシングのオーナーに復帰する。
大利博士（だいりはかせ）
声 - 千田光男
周回軌道上に位置するビルドベースの宇宙施設・ビルドステーションの所長。遷次郎と同様にかなりの高齢だが、本人曰く「無重力空間が長寿の秘訣」らしい。
黒鷲のドン、パンチョ、チビ
旧作TVアニメ版の登場人物。3人とも年老いた姿で第2話に登場。ビルトベース内の格納庫で、ビルドエンジェル機の前で談笑する様子が見られた。整備士らしき服装（ドンは旧作同様の黒い服に赤いマフラー姿）をしていたが詳細は不明。メカドンも登場せず、セリフなども特にない。
破瑠覇（バルバ）
物語の後半から登場した巨大な白い虎。鏡いわく「制すれば味方となり、臆すれば滅ぼされる」という人工生命体・魔獣神バルバ（第7話）。剣児の力を見定めるために何度も現れては、彼に襲い掛かる。後につばきを命に掛けても救って見せるという剣児の意志を受け取り、良きパートナーとなって、ジーグと共に戦う。作中では語られなかったが、元は鏡が可愛がっていた宇宙生物である。
モデルは『電送人バルバー』のバルー。
第10話でジーグと合体して人獣一体のバルバ・ジーグに、最終話ではジーグと融合合体し、鋼鉄神ジーグとなった。
草薙美夜（くさなぎ みや）
声 - 沢海陽子
剣児の母。本名は美夜受（ミヤヅ）。美角鏡ことタケルとは姉弟であり妃魅禍たちとは同族にあたる。太古の昔に外宇宙から航行中にトラブルにより地球に不時着した。その際、黎明期の人類を力で支配しようとしていた妃魅禍たちと対立。戦いの最中に封印の力を用いて邪魔大王国もろとも数千年の眠りにつく。
目覚めた後は司馬遷次郎に協力して銅鐸を託し、初代鋼鉄ジーグ（司馬宙）を生み出す手伝いをする。邪魔大王国との戦いの最中に発生したゾーン現象で宙を失ってからは、来たるべき次なる戦いに備え、夫と共に銅鐸を宿したバイク・雷鋼馬の開発に携わる。だが実験中の事故で死亡したとされる。幼い頃から剣児になど銅鐸の巫女であるつばきを守るよう躾けていた。

### 邪魔大王国
読みは「じゃまだいおうこく」。後に外宇宙からやってきた宇宙人（によって造られた戦闘生命体）であることが明かされた（第10話）。
妃魅禍（ヒミカ）
声 - 木村亜希子
三幹部やハニワ幻神らを従える邪魔大王国の女王。鋼鉄ジーグ（雷鋼馬）と司馬宙の持つ2つの銅鐸を狙っている。最終回で再び封印された。
壱鬼馬（イキマ）
声 - 石上裕一
三幹部のリーダー格。主に参報役を務める。
幹部の中で一番の戦闘力を持ち、剣からの稲妻などの妖術や剣術を駆使して戦う。要所要所で幹部らしい働きを見せる実用要員であり、第13話で妖術を暴走させて自爆した。
壬魔使（ミマシ）
声 - 松岡大介
三幹部の一人。残虐で、力押しで物事を進めようとする。
第6話では阿磨疎と指揮権を巡って、漫才の如く言い争った。第10話の戦いで、鏡に一刀両断された。
阿磨疎（アマソ）
声 - 小伏伸之
三幹部の一人。他の2人と違いノリが軽く、コメディメーカー（お笑い要員）的な位置付けがなされている。
第12話の月面の戦いで巨大化し、剣児と宙のジーグに挑むもダブルスピンストームを受けて絶命した。

## 登場メカ

### 鋼鉄ジーグ（鋼鉄神ジーグ）
銅鐸の力を元にビルドベースが開発した、新しい鋼鉄ジーグ。初代鋼鉄ジーグとジョイントの規格が同じであり、旧ジーグパーツも使用可能。剣児が乗るHMB雷鋼馬が変形し、コクピットを内蔵した頭部となる。ジーグパーツやオプション武装はビッグシューターのコンテナ部分から射出されるが、場合に応じてギガシューターからも射出される。銅鐸が頭部に（雷鋼馬の動力コアに）内蔵されており、第2話では妃魅禍が銅鐸の力を感じとっている。また、ビルドアップには銅鐸の力を利用しているため、銅鐸を奪われた第10話ではビルドアップ出来なかった（これは宙のジーグも同じ）。最終決戦時に2つの銅鐸の力により破瑠覇と融合し、「鋼鉄神ジーグ」となる。

#### 通常武装・技
ジーグビーム
目から出す破壊光線。
ナックルボンバー
両手を組んで手首から先を撃ち出す。
マグネットロープ
胸の6つの射出口から発射する磁力線。本来は相手に巻きつけて動きを封じることに使うが、剣児は即興で投げ縄として用いたり（第3話）、複数の敵をまとめて捕縛したうえで、ハンマー投げの要領で振り回して、周囲の残敵までまとめてなぎ倒すといった使い方（第10話）をして見せた。
スピンストーム
腹部の発射口より磁流波エネルギーを発射する「強力な相違磁場マグネ砲」(第2話)。
ダイナマイトキック
飛び蹴り。
ジーグクラッシャー
胴体とドッキングしていない状態の左腕を、手首の部分を掴んで右手で持ち、その肩の突起を伸ばしたうえでハンマーのようにして敵を殴りつける。本来の使い方ではなく、剣児が戦場で即興で披露した技。（第3話）
地獄ビンタ
手の平や指の腹から無数のスパイクを露出させ、手の甲からのジェット噴射で勢いをつけて相手の顔に強烈なビンタ（平手打ち）を浴びせる技（第3話）。
猛烈地獄張り手
第12話で使用した地獄ビンタのバリエーション技。掌からスパイクを出し、相撲の張り手を連続で放つ。
ジーグブリーカー
胸部を開き、磁力で相手を引き付けてから胸部のトゲで固定し、相手を両腕で挟み込む。プロレス技のベア・ハッグに相当。ハニワ幻神の胴体を切断するほどの破壊力がある。(第5話）
マグネットプレッシャー
ジーグブリーカー同様に胸部を開き、磁力で二体の相手を引き寄せ合わせて両者を押しつぶす（第12話）。
ダブルスピンストーム
宙の鋼鉄ジーグと並んで二人同時にスピンストームを放つ。二つのスピンストームは目標に当る前に一体化し、白い光線となる。第12話で初使用し阿磨疎を倒した。
トリプルストーム
第13話で鋼鉄神ジーグに変化した際に使用した超必殺技。両肩の装甲が開き砲口が現れ、さらに腹が開いて破瑠覇の顔を展開して放つ黄金の光線。発射された三つの光線は目標に当る前に一体化する。大銅鐸から現れた怪物を一撃で葬り去った。

#### オプション武装
オプション武装は鋼鉄ジーグと共用が可能である。
ジーグバズーカ
鋼鉄ジーグが右腕部を外して換装する巨大無反動バズーカ砲。全長がジーグの身長を上回る程の大型兵器である。後部に位置するX字状にせり出した弾倉内に2発×4の弾丸を搭載しており、連射が可能。
マリンパーツ
第4話で登場したユニットで両手足を水中用推進に換装し、水上・水中での機動性を高める。武装として「マグネットストーム」と「マリンミサイル」を備える。
スカイパーツ
第8話で登場したユニットで両手足を空中用推進に換装。変形可能であり、飛行形態に推移する事により空中での機動性を高める。空中戦ではマッハドリルより高機動である。
アースパーツ
第9話で登場したユニットで両手足を地中用推進に換装。変形することにより地中での機動性を高める。
マッハドリル
先端がドリルになっている飛行用のブースター。腕を切り離した上で、肩部のジョイントによって合体・飛行する。体当たりの他、敵に向けてドリルを発射する「マッハドリルシュート」が必殺技。軌道は直線的であるため、高機動な空中戦に強い敵には弱い。第6話で登場した際、剣児に「おっぱいドリル」と呼ばれ、合体に不慣れな彼はこれをおっぱいとみなし、あえて両腕を破壊させる形で合体に成功している。

### その他の登場メカ
銅鐸（どうたく）
本編において最重要とされるキーアイテム。ジーグには起動とコアユニットとして働き、大銅鐸には封印解除アイテムとして働く。ラングーンの制御ユニットでもある。感情の起伏によりその効果が最大限に発揮する。
HMB（ハイパーモーターバイク）
剣児と鏡が愛好しているバイクで、この世界でのバイクの通称。戦闘機に搭載されているものは操作と脱出ユニットを兼用している。
雷鋼馬（ライコウバ）
剣児専用のHMBで、これが変形することで鋼鉄神ジーグの頭部になる。動力コアに銅鐸が使われている（第8話）。剣児の父が製作者である（第5、8話）。
ビッグシューター
先代ビッグシューターと同様に双胴のサポート用航空機。ジーグの予備・換装パーツの輸送・射出を主任務とする。二人乗り（縦列複座式）で、基本的に鏡（前列）とつばき（後列）が乗り込む。機体は搭乗員が乗る戦闘機部分と、ジーグパーツを運送・射出するコンテナ部分とに分かれており、ジーグ出撃の際にはビルドベースからそれぞれを、戦闘機部分が上になる形で合体させて出撃する。また、戦闘機部分に雷鋼馬を搭載して、ビルドアップの際には空中から射出する形をとることもできる。コクピット両脇に2門ずつ備えた機銃（第7話）のほか、初代ビッグシューターと同じくミサイルで武装してはいるが（第3、12話など）、司馬博士によれば「ハニワ幻神を吹き飛ばせるほどの武装は施されていない（第9話）」とのこと。
なお、ジーグパーツの射出口は先代同様の機体左右に加え、機体中央にもう一つ、左右に比べ大口径のものがあり、都合3か所。左右からは主に手足を、中央からは胴体部やマッハドリル（二本合わせた状態で収納・射出）などの比較的大きなパーツが射出される。
鏡の死後はつばき1人で操縦とジーグパーツの射出ができるように改修された。
初代ビッグシューターは第3話を始めとする回想シーンに登場していたが、第12話では宙の元へ美和が乗って駆けつけている。旧TVシリーズでは基本的に美和一人で操縦したがこちらも本来は並列の複座式であり、時により左側の副操縦席に宙が同乗して非常時の操縦を代行したほか、緊急脱出スイッチによって、あるいは副操縦席の天井が開いて空中へ飛び出して、サイボーグ宙に変身→ビルドアップすることもあった。
鋼鉄ジーグ（磁偉倶）
初代鋼鉄ジーグ。第3話の回想ほかに登場。銅鐸の力を元にビルドベースが開発したマグネロボットで、サイボーグ宙が変形して頭部になる。本作では細部のデザインが現代風にアレンジされているが、とりわけ眼の部分に瞳（黒眼）が存在するのが大きな特徴となっている。50年前の戦いで行方不明となっていたが、第12話で復活（宙自身は第11話で復活している）。戦線に復帰して、剣児の鋼鉄ジーグに引けを取らない活躍を見せた。
ギガシューター
九州にあった50年前の戦いで使用されていた列車砲。ゾーン内部と外では時間の進み方が違うため、新品同様で残されていた。ビッグシューターから遠隔操作でジーグの強化パーツ、弾丸状に梱包されたマリン、スカイ、アースの各パーツを射出する。第4話で登場。後の話で複数台存在することが明かされている。
Xボンバー（正式名称不明）
第12話で宇宙での最終戦に臨んだ際に旗艦となった船。大利所長が管理し、ビルドシャトルを収容した後は旗艦となる。決戦兵器「オーバークロスブラスター」を搭載し、敵母艦の大量破壊兵器（名称不明）を発する「エネルギー柱」を破壊する活躍を見せた。元ネタは永井豪原作の特撮人形劇『Xボンバー』に登場した主人公達の愛機。
ビルドエンジェル機
戦闘機部隊「ビルドエンジェル隊」が乗る戦闘機。主な任務はジーグやビッグシューターの戦闘支援や偵察。武装はバルカン砲の他にミサイル、レーザー兵器であるサークルブラスターがある。コクピット部分には脱出ユニットと兼用されたHMBを収納、搭乗者はHMBを操作して機体を操縦する。なお、サークルブラスターをはずした量産機バージョンも存在。

## スタッフ
- 原作 - 永井豪[1]
- 監督 - 川越淳[1]
- 助監督 - 河村智之
- シリーズ構成 - 早川正[1]
- キャラクター設計 - 菊池晃[1]
- メカデザイン - 堀井敏之[1]
- ハニワ幻神デザイン - 小川浩[1]
- 美術監督 - 坂本信人[1]
- 色彩設計 - 原田幸子[1]
- 撮影監督 - 阿部安彦[1]
- 編集 - 田熊純[1]
- 美術 - bic studio[1]
- CGI - シフトアール[1]
- CGI監督 - 小林賢次
- 音響監督 - 岩浪美和[1]
- 音楽 - 平野義久[1]
- 音楽プロデューサー - 井上俊次[1]
- プロデューサー - 渡辺隆、永井一臣、岡崎聖、南喜長、水野さつき、松村起代子、細川修、北浦宏之
- アニメーションプロデューサー - 丸山俊平[注 11]
- アニメーション制作 - アクタス[1]
- 製作 - ビルドベース[1]（ポニーキャニオン、ダイナミック企画、京楽産業.株式会社、バンダイ、アクタス、ランティス、博報堂DYメディアパートナーズ、WOWOW）

## 主題歌・挿入歌
レーベルはすべてランティス。
「STORMBRINGER」（第1話 - 第13話）
JAM Projectによるオープニングテーマ。作詞・作曲は影山ヒロノブ、編曲は須藤賢一と栗山善親。
第6、10、13話では挿入歌としても使用されている。
「HEAVEN」（第1話 - 第13話）
GRANRODEOによるエンディングテーマ。作詞は谷山紀章、作曲・編曲は飯塚昌明。
「Dead or Alive」（第8、10、12話）
JAM Projectによる挿入歌。作詞・作曲は影山ヒロノブ、編曲は須藤賢一と栗山善親。

## 各話リスト
| 話数 | サブタイトル                                    | 脚本       | 絵コンテ       | 演出       | 作画監督                                     | 作画監督                                     | 登場怪獣、メカ       |
| 話数 | サブタイトル                                    | 脚本       | 絵コンテ       | 演出       | キャラ                                       | メカ                                         | 登場怪獣、メカ       |
| ---- | ----------------------------------------------- | ---------- | -------------- | ---------- | -------------------------------------------- | -------------------------------------------- | -------------------- |
| 1    | ビルドアップ! 鋼鉄ジーグ!!                      | 早川正     | 川越淳         | 川越淳     | 菊池晃                                       | 菊池晃                                       | ハニワ幻神・魔愚羅   |
| 2    | 蘇る妃魅禍! 復活! 邪魔大王国                    | 早川正     | 大平直樹       | 大平直樹   | 江原康之                                     | 阿部宗孝                                     | ハニワ幻神・魔愚羅   |
| 3    | じゃじゃ馬ならし! 炸裂! 地獄ビンタ              | 高橋ナツコ | 河村智之       | 河村智之   | 伊藤岳史                                     | 伊藤岳史                                     | ハニワ幻神・馬頭羅   |
| 4    | 決死の水中バトル! 列車砲準備よし!               | 外池省二   | 戸部敦夫       | 登坂晋     | 井口忠一                                     | 山下将仁                                     | ハニワ幻神・加治羅   |
| 5    | 無我夢中? 恐るべし、邪魔大王国の罠              | 早川正     | 川越淳         | 川越淳     | 菊池晃                                       | 菊池晃                                       | ハニワ幻神・罵玖羅   |
| 6    | 摩訶不思議 大黒様もビルドアップ!                | 柿原優子   | 井硲清高       | 岡嶋国敏   | 小峰正頼                                     | 小峰正頼                                     | ハニワ幻神・魔可羅   |
| 7    | 侵入! 高千穂の峰へ! 霧の大地にヤツを見た!       | 柿原優子   | 井硲清高       | 藤瀬順一   | 井口忠一 江原康之                            | 阿部宗孝                                     | -                    |
| 8    | 愛の力でジーグを狙え! 換装完了 高度1万メートル! | 外池省二   | うえだひでひと | 古川政美   | 伊藤岳史                                     | 神部一朗                                     | ハニワ幻神・徒鼻羅   |
| 9    | 非情なる策略! ビルドベース殲滅作戦!             | 外池省二   | 井硲清高       | 五十嵐達矢 | 永田正美                                     | 松原豊                                       | ハニワ幻神・玄武羅   |
| 10   | 囚われたつばき! 邪悪なる妃魅禍の儀式!           | 高橋ナツコ | 河村智之       | 河村智之   | 菊池晃                                       | 山下将仁                                     | ハニワ幻神・万象羅偶 |
| 11   | 月を睨め!! 悪を絶つ、不屈の想いで!              | 柿原優子   | 佐野隆史       | 登坂晋     | 江原康之                                     | 江原康之                                     | -                    |
| 12   | 最終決戦! 大銅鐸、立つ!                         | 早川正     | 大平直樹       | 大平直樹   | 伊藤岳史                                     | 阿部宗孝                                     | 名称不明（多数）     |
| 13   | 鋼鉄神になれ!!                                  | 早川正     | 川越淳         | 河村智之   | 羽山賢二、江原康之 佐藤修、伊藤岳史 阿部宗孝 | 羽山賢二、江原康之 佐藤修、伊藤岳史 阿部宗孝 | 大銅鐸の怪物         |

## 関連商品

### 玩具
2008年7月に新ジーグの玩具が発売されたが、発売元はタカラトミーではなくバンダイとなり、超合金魂ブランドとして発売することとなった。タカラ版マグネモ玩具に比べると、超合金魂は磁石が接する面積が狭いため磁力がやや弱く、ジョイント径の違いなどもあるため、完全な互換性は求めるべくもないが、一部のパーツは換装できる。
その後、エヴォリューション トイより「ダイナマイト アクション!」ブランドで製品化されている。先代ジーグは2012年1月に、新ジーグも11月に発売された。エヴォトイ版は旧マグネモとの互換性がある他、同規格の他社製品とは国内外の製品問わず完全な互換性がある。マッハドリルなどのオプションパーツも別売りで発売された。2016年9月には新ジーグが「ダイナマイト アクションS」で発売される。こちらはサイズの関係上、武器関連は差し替えで再現される。

### テレビゲーム
本作の直接的なゲーム化作品は無いが、シミュレーションRPG『スーパーロボット大戦シリーズ』には本作に登場する人物・ロボットが何回か登場。『スパロボ学園』以外では、いくつかのストーリーエッセンスも組み込まれている。
- スーパーロボット大戦K（ニンテンドーDS・バンダイナムコゲームス／バンプレストレーベル）
- スパロボ学園（ニンテンドーDS・バンダイナムコゲームス／バンプレストレーベル）
- スーパーロボット大戦L（ニンテンドーDS・バンダイナムコゲームス／バンプレストレーベル）
- スーパーロボット大戦DD（スマートフォンアプリ・バンダイナムコエンターテインメント）[注 14]